# Disa longilabris
Disa longilabris är en orkidéart som beskrevs av Rudolf Schlechter. Disa longilabris ingår i släktet Disa och familjen orkidéer. Inga underarter finns listade i Catalogue of Life.